# Allez-et-Cazeneuve

Allez-et-Cazeneuve este o comună în departamentul Lot-et-Garonne din sud-vestul Franței. În 2009 avea o populație de 670 de locuitori.

## Evoluția populației
| An        | 1975 | 1982 | 1990 | 1999 | 2006 | 2009 |
| --------- | ---- | ---- | ---- | ---- | ---- | ---- |
| Populație | 406  | 478  | 583  | 579  | 658  | 670  |